# Abastabilitat

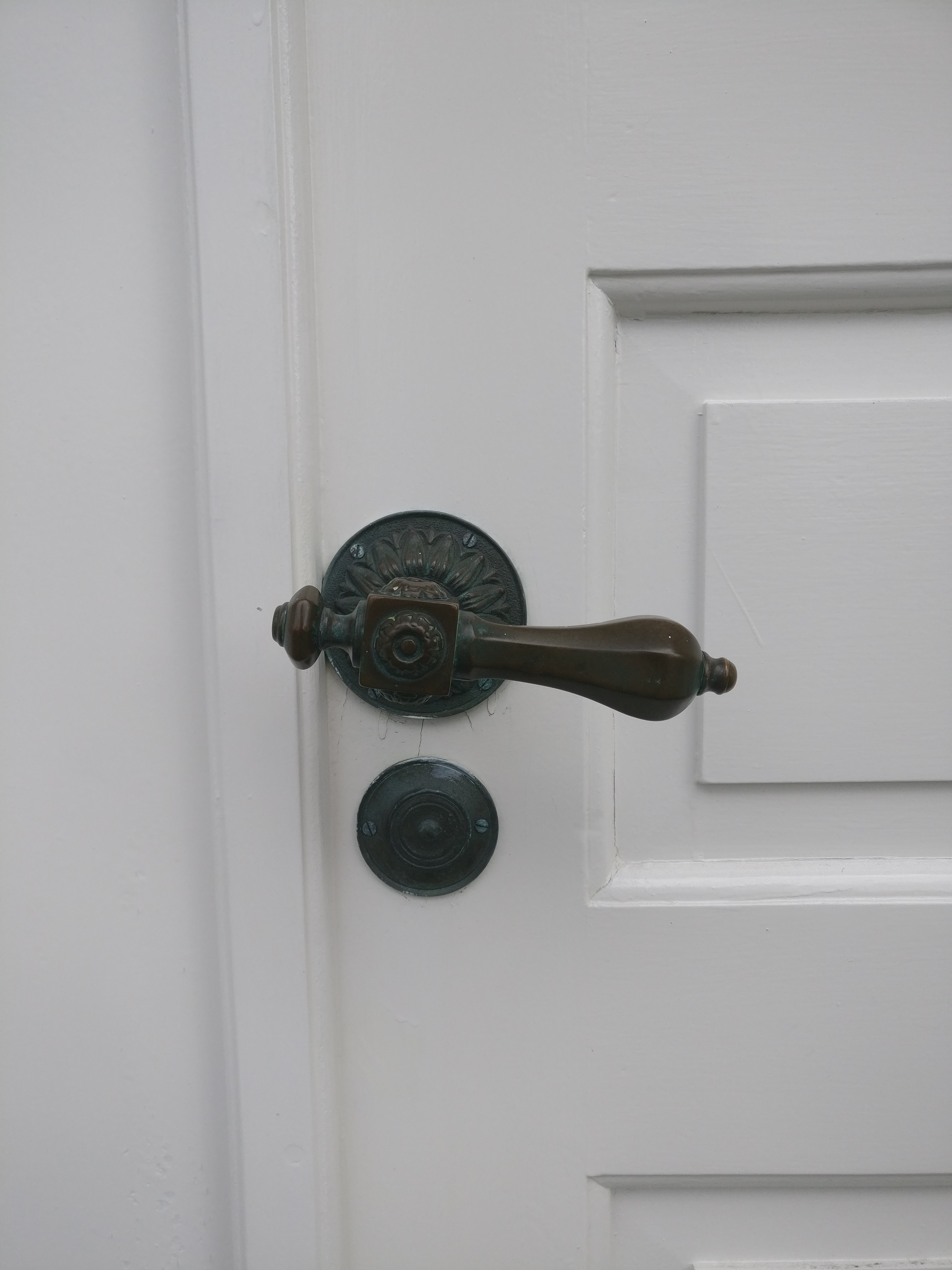
La forma del mànec de la porta reflecteix com s'ha d'utilitzar, un exemple d'una abastabilitat visual

El terme affordance va ser encunyat pel psicòleg James J. Gibson, traduit al català com abastabilitat. Originàriament, el va utilitzar en el seu llibre publicat el 1966, The Senses Considered as Perceptual Systems, per fer referència a les característiques dels objectes que indiquen les possibilitats d'acció per a un actor, però ja estava present en escrits anteriors. Aquesta definició de "possibilitats d'acció" s'ha convertit en sinònim de l'obra de Gibson, tot i que el propi Gibson mai va fer cap referència a les possibilitats d'acció en cap dels seus escrits.
Més endavant, en el 1988, Donald Norman es va apropiar del terme affordances en el context de la interacció entre humans i màquines per referir-se a aquelles possibilitats d'acció fàcilment perceptibles per un actor. La seva definició més "aproximació ecològica a la percepció visual".
Aquesta nova interpretació del concepte d'abastabilitat s'ha utilitzat àmpliament en els camps de l'interacció entre humans i ordinadors, així com en la creació d'experiències d'usuari i molts altres camps. La percepció de l'abastabilitat dels objectes permet a les persones determinar com es podria utilitzar un objecte, cosa que contribueix a garantir una bona usabilitat en dissenys d'interfícies.

## Tipus

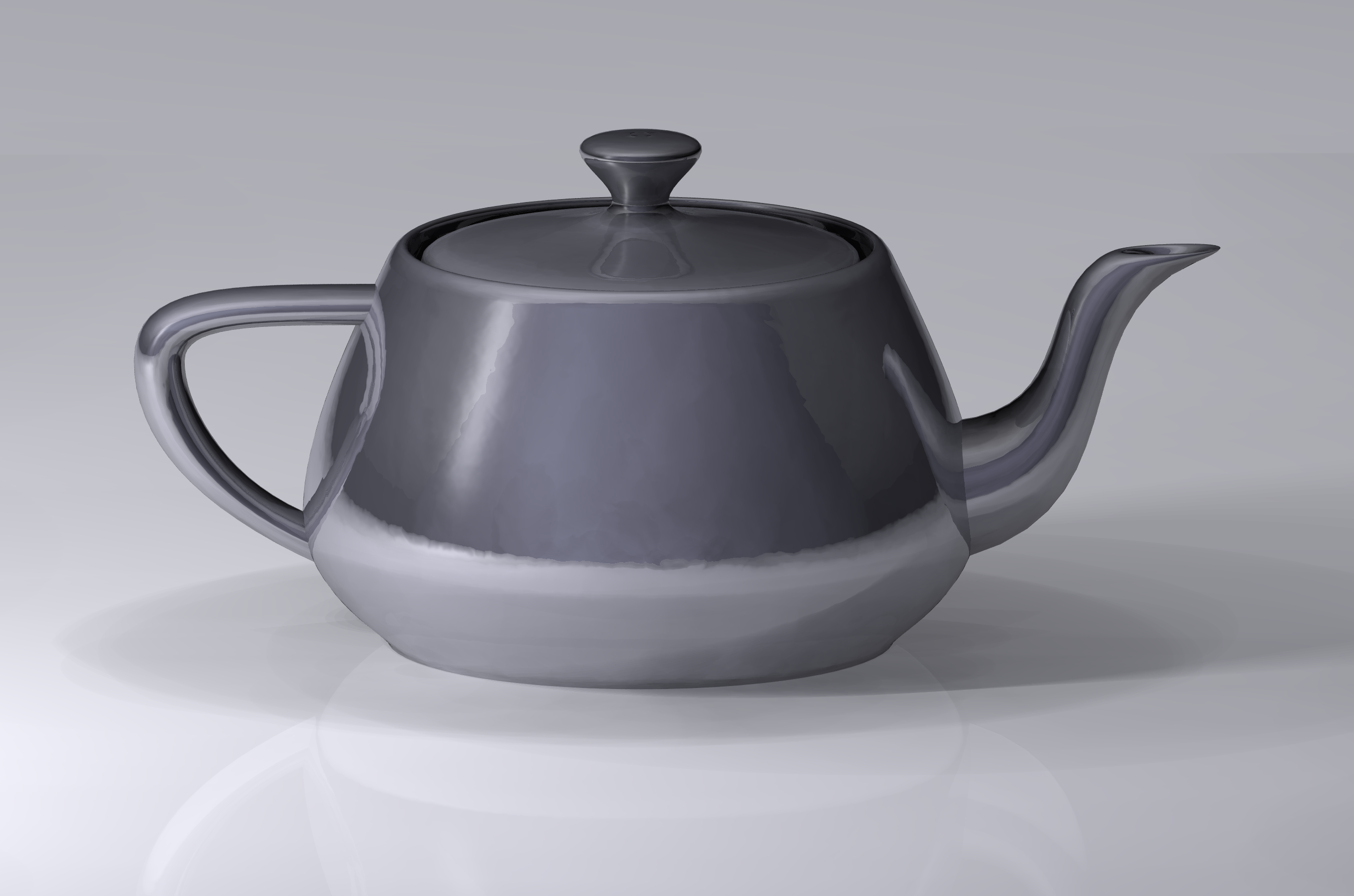
La tetera d'Utah. En aquesta tetera podem veure que la nansa de l'objecte està a l'altre costat d'on surt el líquid, això està fet perquè l'usuari no es cremi. És una abastabilitat perceptible perquè, en veure la nansa sabem que es pot agafar.

És un terme molt genèric, però normalment es refereix les físiques. Hi ha 4 tipus d' abastabilitat:
- Físiques: Característica que ajuda els usuaris a identificar una acció física disponible. Com per exemple a l'hora d'agafar una tetera, aquesta té una nansa per poder ser agafada, si s'agafa per un altre lloc mentre l'interior està calent, l'usuari no podria servir l'interior sense cremar-se.
- Cognitives: Característica que permet pensar, aprendre, comprendre i conèixer alguna cosa realment ràpid. Com per exemple una etiqueta d'un botó que ens ajuda als usuaris a saber què passarà si es fa clic.
- Sensorials: Funció de disseny que ajuda els usuaris a sentir alguna cosa. Com per exemple en els jocs "shooters", quan un enemic et dispara i et fereix, la pantalla se't posa vermella i normalment hi ha una part més vermella de la pantalla que és d'on ha vingut el tret.
- Funcionals: Funció de disseny que ajuda els usuaris a acomplir una tasca. Com per exemple ordenar bé l'inventari d'un joc per poder completar una missió.

## Usos

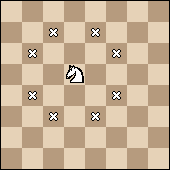
En aquesta imatge podem veure l'abastabilitat cognitiva, es veu un tauler d'escacs amb un cavall i amb unes creus, aquestes creus es diferencien del tauler, és a dir, ens estan dient que serveixen per alguna cosa. En aquest cas són els moviments que pot fer el cavall. També és una abastabilitat perceptible perqué es pot diferenciar fàcilment les creus.

El concepte d'abastabilitat és útil, ja que permet qüestionar el disseny. Millorant les abastabilitats permetrà als usuaris aprendre de forma més senzilla, ser més eficients, etc.
Qüestionar les abastabilitats és molt útil per millorar gradualment la usabilitat de cualsevol cosa. Alguns usos serien en qualsevol interfície de pantalla, a l'hora de crear objectes, per fer volants i interiors de cotxes, etc.
Utilitzar les abastabilitats per limitar la càrrega cognitiva: el que és intuïtiu no necessita ser après, per tant, requereix menys recursos assistencials per processar. En disseny, una disponibilitat dona o proporciona alguna cosa que ajuda a l'usuari a fer alguna cosa (cf.Gibson, 1977; Hartson, 2003).
William Gaver va dividir les abastabilitats en tres categories: falses, ocultes i perceptibles.
Es pot fer un mal ús de les abastabilitats, com per exemple posar una interfície d'un videojoc que sembla interactuable, però que no ho sigui o al revés. Això pot pasar el mateix amb qualsevol cosa, amb un carro de la compra, amb un caixer automàtic, etc. Per corregir això s'ha de fer la cosa interactuable més visible i amb el no interactuable deixar-lo més al marge i no donar-li importància.